# Scopelosaurus gibbsi
Scopelosaurus gibbsi — вид авлопоподібних риб родини Notosudidae. Це морський, пелагічний вид, що поширений у субтропічних водах Південної Пацифіки біля берегів Нової Зеландії на глибині до 710 м. Живиться різними видами планктону.